# Adamovské strojírny
Adamovské strojírny a. s. byla česká strojírenská firma s dlouholetou tradicí se sídlem v Adamově u Blanska. Ve čtyřicátých letech 20. století vyráběla pušky, od padesátých let polygrafické a tiskařské stroje. Od roku 1961 měrné a měřicí techniky pro čerpací stanice. V roce 1993 došlo k rozdělení na společnost Adamovské strojírny, která později zanikla, a ADAST SYSTEMS, a. s., novodobou firmu, která funguje do současnosti. Již desítky let se prezentuje na mezinárodním trhu pod obchodní značkou ADAST a zaměřuje se na vývoj, výrobu a dodávky technologií a zařízení pro čerpání, měření a výdej kapalných a plynných paliv a na příslušenství pro čerpací stanice, např. kompresory a vysavače.

## Historie
Průmyslová tradice v okolí Adamova je mapována již v době halštatské, kterou dokazuje archeologický nález kovářské železářské dílny nedaleko Býčí skály. Další archeologické nálezy mapují dobu největší éry rozkvětu Velkomoravské říše v 8. a 9. století. Zprvu se zde rozvíjela těžba železné rudy, která byla zpracovávána v místních vysokých pecích. V jedné době se zde zpracovávala i litina. Existují důkazy, že zde kolem roku 1804 vznikly první lité medaile na Moravě. Dále se zde také zpracovávala měď.
V letech 1836 – 1848 se začal v Adamově nezvykle rozvíjet průmysl, což vedlo v roce 1849 k vybudování železniční tratě Brno – Česká Třebová. Od roku 1870 se zde začaly vyrábět parní stroje, kotle, důlní zařízení, vodovodní zařízení a také zařízení pro mlékárny, cukrovary, lihovary, pivovary atd. V roce 1877 se tímto Adamovské železárny přeměnily na strojírenský závod. V roce 1880 byl celý závod pronajat na 25 let firmě Märky, Bromovský a Schulz z Prahy (jedním z jejích majitelů byl podnikatel a politik Josef Bromovský). Další změna znamenala další výrobky jako např. zařízení pro výrobu střelného prachu nebo pušky pro rakousko-uherskou armádu. Také zde byl v roce 1889 vyroben takzvaný Marcusův automobil, poháněný čtyřdobým zážehovým motorem, který se pyšní tím, že se jednalo o první automobil zkonstruovaný v tehdejším Rakousku-Uhersku.
Dalším unikátem, který byl v Adamově vyroben, je první lokomotiva pro Československo, která vznikla v roce 1924, či parní nákladní automobil Adamov-Garrett, námořní jeřáb pro zatížení 240 tun a maximálního zdvihu 64 metrů, který sloužil k vyzvedáváním potopených ponorek. Ze závodu také vycházelo zařízení pro první československou továrnu na výrobu penicilínu.
Po průmyslové krizi způsobené první světovou válkou v Adamově zaniká veškerý železářský průmysl i s drobným průmyslem. V roce 1928 zde Česká zbrojovka znovu obnovuje strojírenskou výrobu, kterou posléze přebraly Škodovy závody. Vyráběly se zde např. pušky vz. 24. Za druhé světové války zde byla nasazena zbrojní výroba a podnik zařazen do Reichswerke Hermann Göring. V té době v závodě pracovalo přes 8 tisíc zaměstnanců. Ke konci války byly výrobní budovy závodů značně poničeny, avšak díky úsilí zaměstnanců byly opraveny a výroba obnovena. V roce 1945 dochází ke znárodnění firmy, a v roce 1947 k přejmenování na Adamovské strojírny (Adast).
Od roku 1950 se zde začínají vyrábět polygrafické stroje. Těžké strojírenství, zejména železniční a silniční mosty, parní a pontonové elektrické jeřáby byly postupně z výrobního programu ADASTu vypuštěny a byly nahrazeny zbrojní výrobou. V 50. letech 20. století byla podniková výroba doplněna o výrobu čerpací a měrné techniky a tiskařských strojů.
Velké úspěchy se dostavily v šedesátých letech, kdy se vývojem řady tiskařských strojů Romayor dostává k prodejnosti na trzích v USA, Kanadě, Sovětském svazu či Japonsku.

## Privatizace a zánik společnosti
Po Sametové revoluci vznikla privatizací státního podniku Adamovské strojírny Adamov dne 27. dubna 1992 akciová společnost Adamovské strojírny a. s. se sídlem v Adamově. Základní jmění společnosti činilo při jejím založení 942 628 000 Kčs a bylo představováno cenou hmotného a dalšího majetku státního podniku Adamovské strojírny Adamov. Dne 10. září 1998 proběhla změna názvu společnosti Adamovské strojírny a. s. na ADAMOVSKÉ STROJÍRNY a. s.
Kvůli nepříznivým ekonomickým podmínkám se firma ocitla nebezpečně blízko bankrotu, proto byl dne 8. března 2003 na majetek dlužníka ADAMOVSKÉ STROJÍRNY a. s. usnesením Krajského soudu v Brně vyhlášen konkurs. Dne 1. února 2003 došlo k prodeji konkurzní podstaty úpadce ADAMOVSKÉ STROJÍRNY a. s. společnosti BOARDBRIGHT MANAGEMENT, a. s. se základním kapitálem 2 000 000 Kč vlastněné finanční skupinou Penta za kupní cenu 85 000 000 Kč. Dne 12. února 2003 došlo ke změně názvu společnosti BOARDBRIGHT MANAGEMENT, a. s. na ADAST a. s.
Dne 27. února 2008 prodala finanční skupina Penta společnost ADAST a. s. společnosti J 23 a. s. Dne 19. března 2009 rozhodl akcionář J 23 a. s. o zrušení společnosti ADAST a. s. a v květnu roku 2009 zastavil ADAST výrobu a firma vstoupila do likvidace. 
Dne 17. června 2009 byl na majetek dlužníka ADAST a. s. usnesením Krajského soudu v Brně prohlášen konkurs.
Ke dni 13. 12. 2012 činil úhrn peněžních prostředků získaných zpeněžením veškerého majetku z majetkové podstaty dlužníka ADAST a. s. 4 016 589 Kč. Insolvenční řízení není možno ukončit z důvodu neukončených incidenčních sporů.

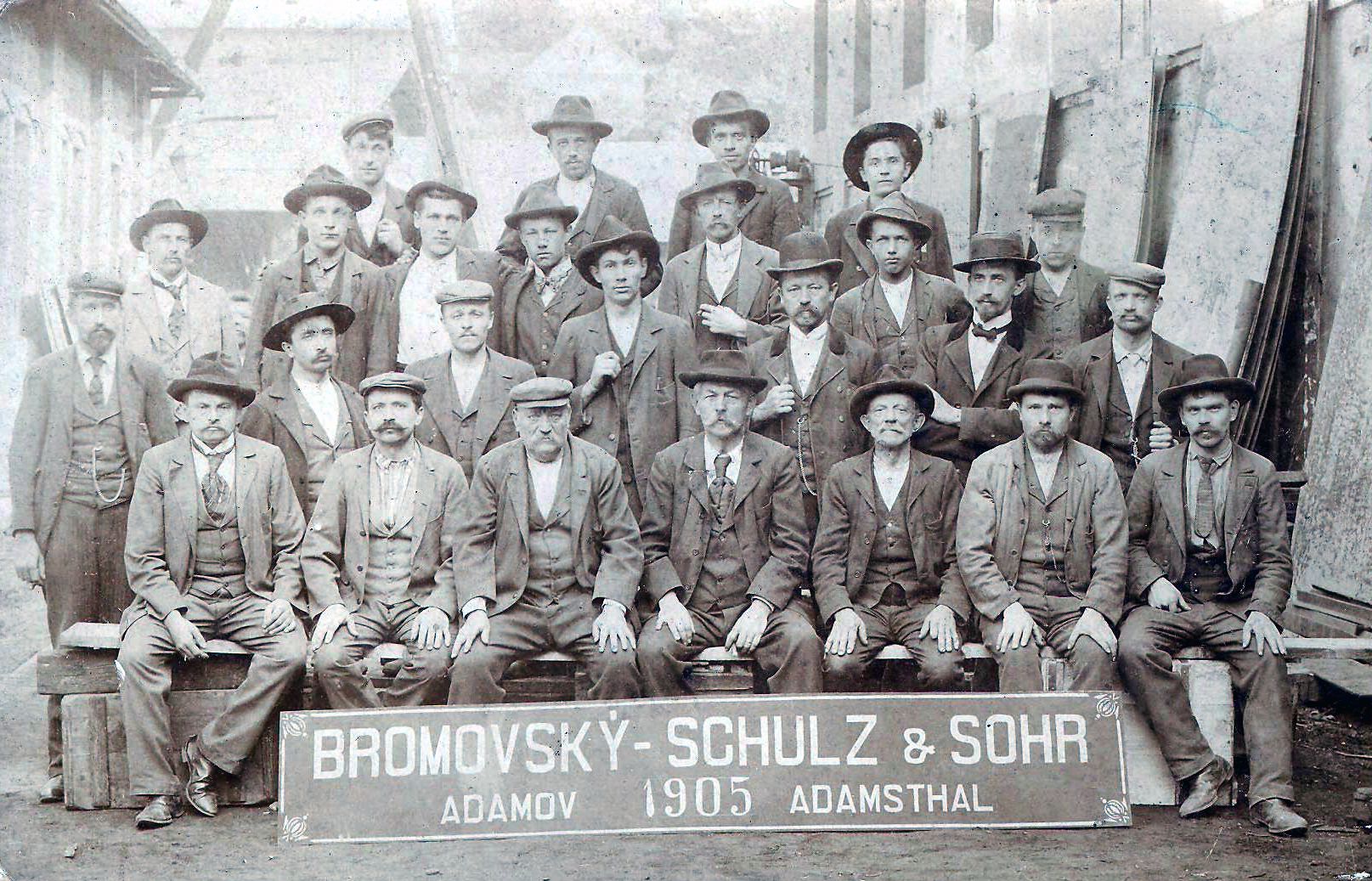
Skupina zaměstnanců společnosti Bromovský, Schulz a Sohr v roce 1905
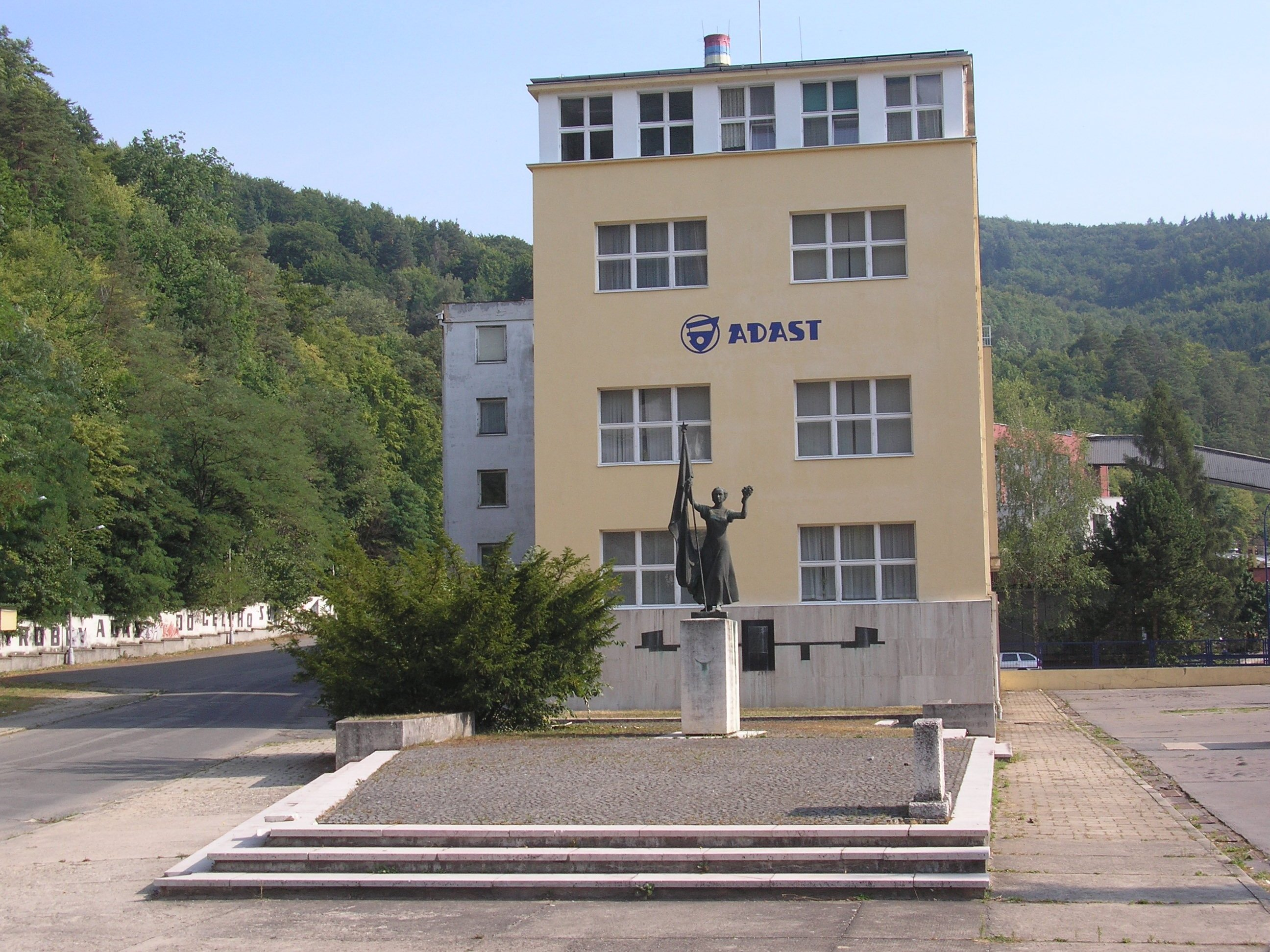
Budova ředitelství Adamovských strojíren
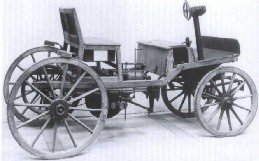
Marcusův automobil, první vyrobený automobil v Rakousku-Uhersku
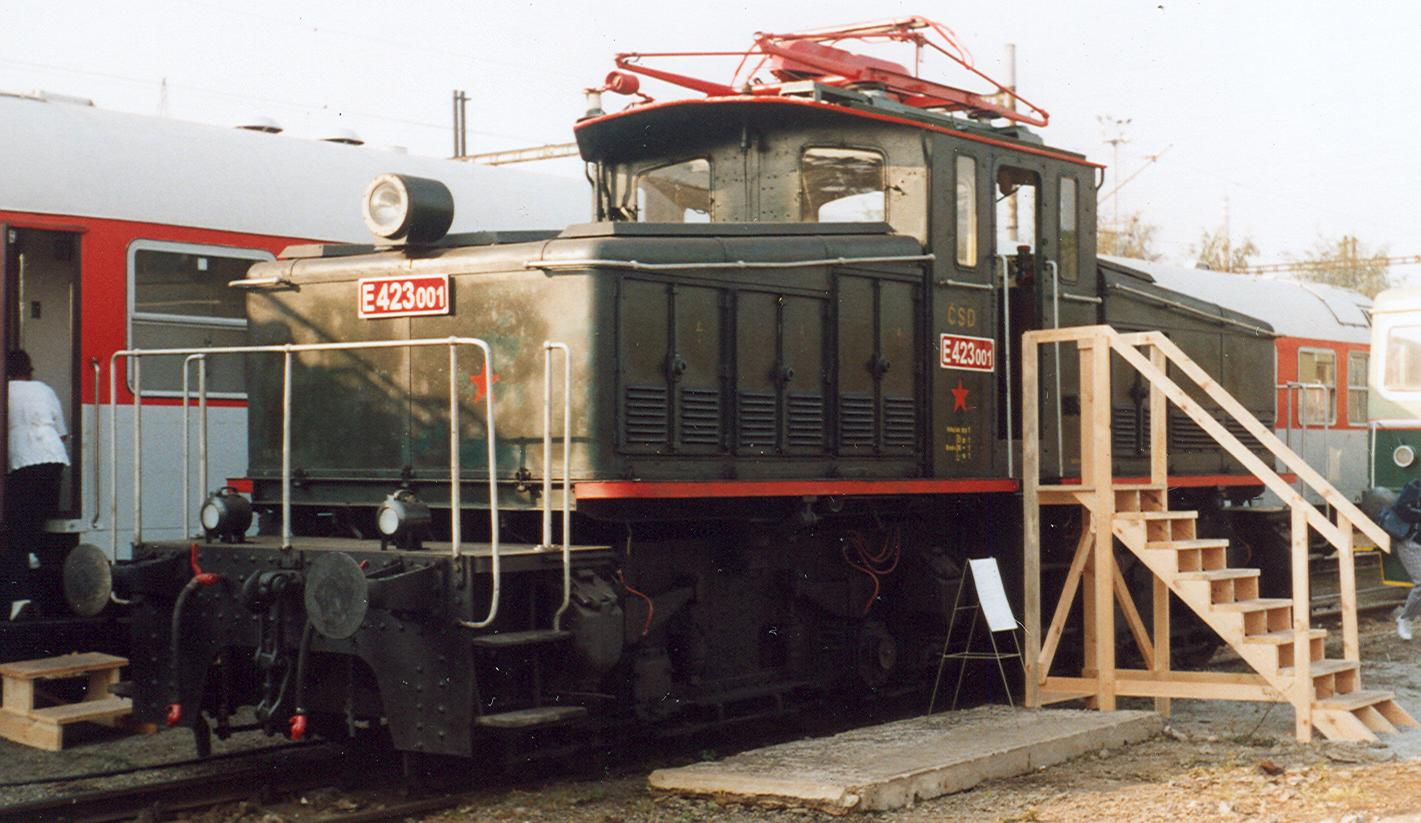
Lokomotiva E 423.0 z Adamovských strojíren (vyrobeny 2 kusy, 1927 a 1928)